# Plume Sergent-Major
Pour les articles homonymes, voir Sergent-major (homonymie).
La plume Sergent-Major est une plume métallique utilisée dans les écoles françaises pour l'apprentissage de l'écriture à la fin du XIXe siècle et jusqu'aux années 1970. Comme celui de ses corollaires, le porte-plume, l'encrier de porcelaine blanche et l'encre violette, son nom évoque les bancs de l'école primaire française.

## Historique

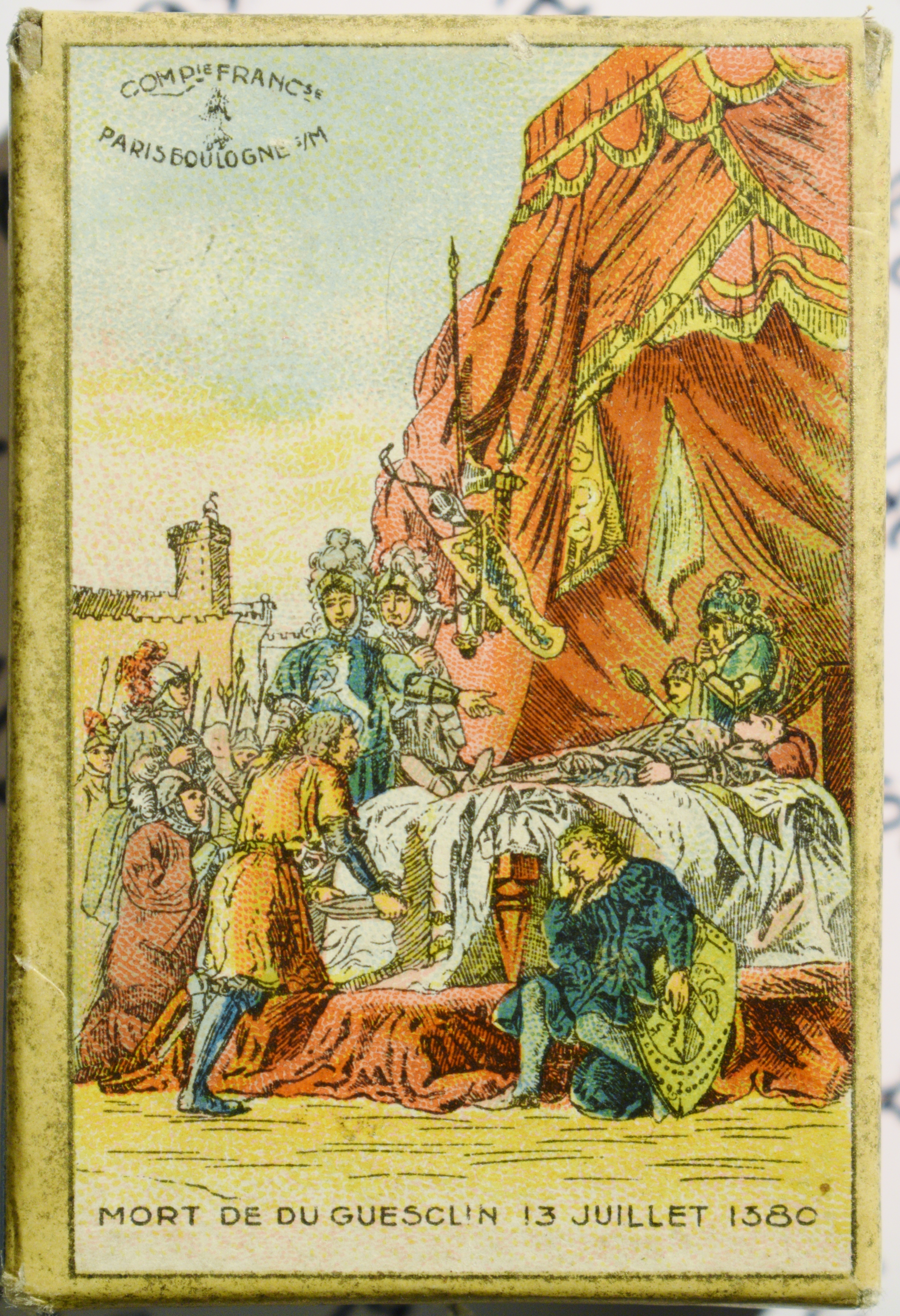
Couvercle d'une boîte de 144 plumes Sergent-Major (une grosse), fabriquée par la Compagnie Française dans le premier tiers du XXe siècle. Il représente la mort de Bertrand du Guesclin.

Invention hollandaise introduite au XVIIe siècle à Port-Royal, venant des Pays-Bas où les jansénistes avaient des correspondants, et répandue en Angleterre à partir du milieu du XVIIIe siècle, la plume métallique se répand en France dans le courant du XIXe siècle, supplantant l'usage de la plume d'oie. Boulogne-sur-Mer, placée sur la route de l'importation, voit s'ouvrir en 1856 une première fabrique industrielle de plumes. La marque et l'emballage sont déposés vers 1885 par la Compagnie Française de Plumes, Porte-Plumes et Crayons, qui à partir de 1945 fera partie de la société Gilbert et Blanzy-Poure. Une notice au dos des boîtes indique :

« La plume Sergent-Major, la meilleure des plumes, est la propriété exclusive des Établissements Gilbert et Blanzy-Poure Réunis fondés en 1856 : les contrefaçons et manœuvres déloyales tendant à offrir aux personnes qui demandent des plumes Sergent-Major des plumes ne portant pas cette marque bien qu'elles aient une forme analogue seront rigoureusement poursuivies conformément à la loi […] Pour éviter toute contrefaçon, exiger les mots Sergent-Major marque déposée sur chaque plume et la bande tricolore autour de la boîte. »

La production de cette plume se poursuit sous la sous-marque Conté, propriété de Bic jusqu’en 2004.

## Caractéristiques
Emballées dans des boîtes de différentes quantités et matériaux selon les années, les plumes Sergent-Major comportent un talon à glisser dans le porte-plume, un œil (ou jour) situé au centre de la plume et prolongé d'une fente et une pointe fragile et émoussée à la moindre chute sur le sol, ce qui n'empêche pas les écoliers de jouer aux fléchettes avec. Malgré l'avertissement du fabricant détenteur de la marque de ce modèle unique, d’innombrables copies sont fabriquées en France comme ailleurs, portant des inscriptions différentes et circulant sous des appellations multiples.

## Origine du nom
Les instituteurs reçoivent des instructions pour l'utilisation de ce matériel au nom rappelant la volonté exemplaire déployée par les soldats pour la reconquête de l'Alsace et de la Lorraine après la guerre de 1870. L'illustration des boîtes évoque une victoire remportée par les bataillons dirigés par des commandants valeureux. La plume Sergent-major devient synonyme de victoire après la restitution de l'Alsace et de la Lorraine en 1919.

## Utilisation
La plume métallique est introduite dans les écoles dès 1850 mais, encore onéreuse, elle cohabite un temps dans les campagnes avec la plume d'oie. Baignol et Farjon commercialise une plume moins chère et plus souple, la Gauloise, destinée aux élèves, la Sergent Major étant utilisée par les maîtres.

## Déclin

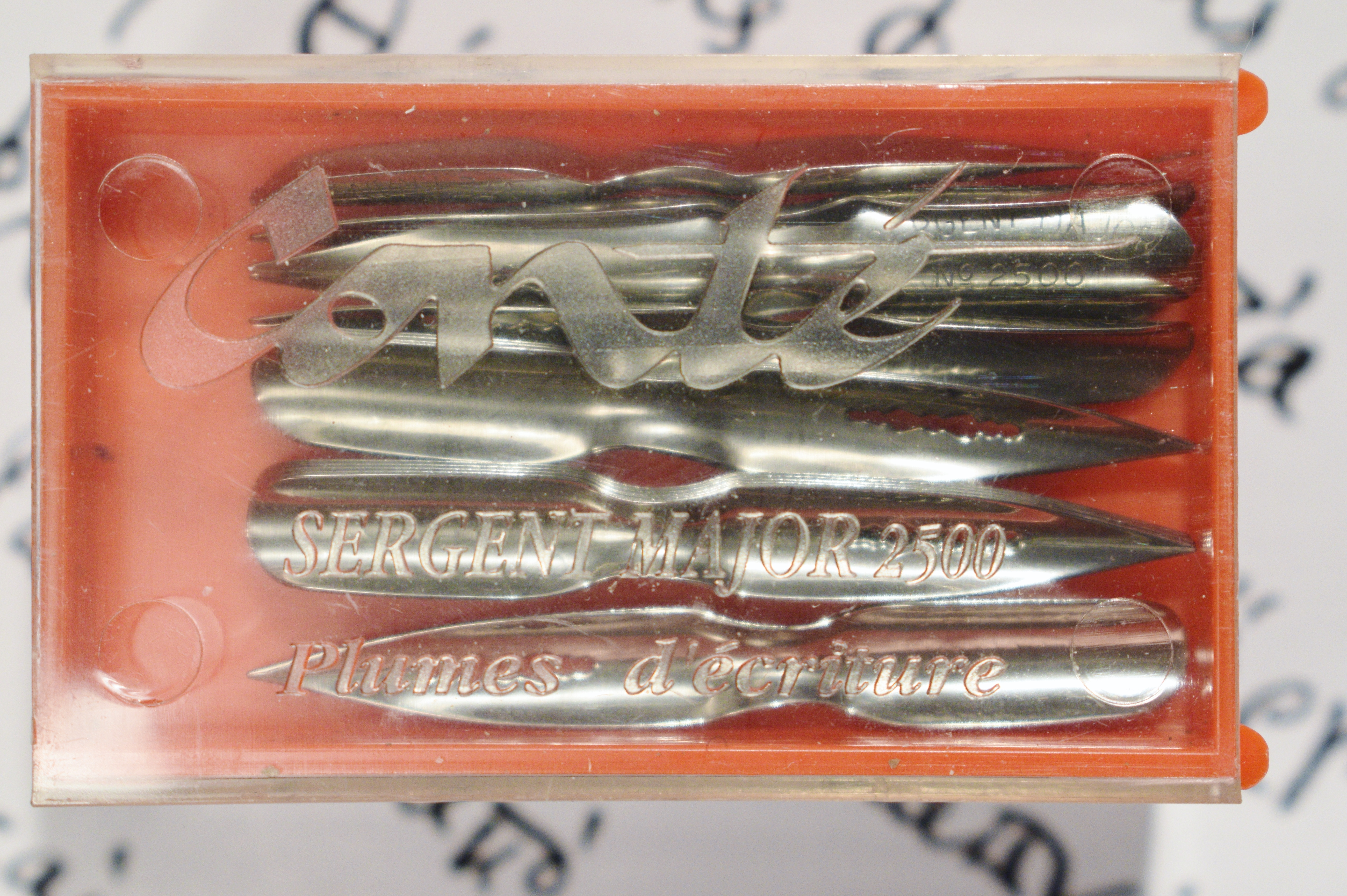
Boîte en plastique avec une douzaine de plumes Sergent-Major, fabriquées par Conté dans les années 1990.

Bien que situées dans une gamme de qualité moyenne mais ne souffrant d'aucune concurrence, les plumes Gauloise et Sergent-Major s'imposent pour longtemps. Au moins quatre générations d'écoliers français apprennent à tracer des pleins et des déliés avec ce matériel resté dans les mémoires. Disparue maintenant[Quand ?] des classes primaires, elle est aujourd'hui diffusée par la société Bic, qui a racheté la marque, sous blister estampillé Bic Sergent-Major. Elle est toujours appréciée par le rendu de sa finesse et de sa dureté pour la calligraphie et les dessins à l'encre de Chine.
L'offensive du baron Bich : il lance son stylo à bille en 1953, mais la révolution provoquée par ce nouvel outil d'écriture est telle qu'elle est refusée par le monde de l'éducation. La boîte de plumes Sergent-Major apparaît encore parmi les 280 articles de consommation courante utilisés pour le calcul de l’indice annuel du coût de la vie en 1955. Les maîtres d'école défendent l'égalité entre les élèves, avec plumes et encres distribuées gratuitement, et ont peur que le stylo à bille qu'il faut acheter ne distingue les écoliers des classes privilégiés. D'autre part, ils disent craindre que la force avec laquelle on appuie sur le stylo à bille ne donne une vilaine écriture aux élèves. Aussi, malgré plusieurs campagnes de lobbying auprès du monde de l'éducation (notamment des envois gratuits de stylos-bille et de buvards publicitaires), il faudra attendre l'année 1965 avant que le ministère de l'Éducation nationale ne l'autorise définitivement dans les écoles, signant ainsi la fin de l'apprentissage de l'écriture à la plume avec encrier (inséré dans le pupitre d'écolier) et, ipso facto, la fin de l'apprentissage de la « belle écriture » avec des pleins et des déliés utilisés notamment par les « employés aux écritures » des ministères et offices notariaux.